# 大阪市立矢田西中学校
大阪市立矢田西中学校（おおさかしりつ やたにしちゅうがっこう）は、大阪府大阪市東住吉区にある公立中学校。
1972年に開校した。創立記念日は11月2日。近隣には大阪市立矢田西小学校がある。

## 沿革
- 1972年4月1日 - 大阪市立矢田西中学校として開校。当初は仮校舎で授業
- 1972年11月2日 - 現在地に完全移転完了。この日を創立記念日とする
- 1974年9月12日 - 食堂で提供する完全給食を導入
- 1995年3月31日 - エレベーター、身障者トイレ設置
- 2005年3月31日 - 校舎耐震改修工事完了
- 2008年3月31日 - 完全給食を廃止
- 2010年3月26日 - 体育館・本館渡り廊下完成
- 2014年2月28日 - 校舎外壁塗装工事完了
- 2015年2月28日 - 体育館改修、照明LED化工事完了
- 2016年9月2日 - 大阪市立矢田西小学校との親子方式給食開始
- 2016年11月28日 - 西館トイレ改修工事完了
- 2017年11月30日 - 北館トイレ改修工事完了
- 2018年9月30日 - 体育館トイレ改修工事完了

## 通学区域
- 大阪市立矢田西小学校の校区
  - 大阪市東住吉区 公園南矢田1-4丁目

## 交通
- 近鉄南大阪線矢田駅 西へ約800m
- 地下鉄御堂筋線長居駅 東へ約1300m
- 大阪シティバス 南長居バス停 東へ約500m、または矢田1丁目公園南バス停 南東へ約500m。